# Aenasius regularis
Aenasius regularis är en stekelart som beskrevs av Kerrich 1967. Aenasius regularis ingår i släktet Aenasius och familjen sköldlussteklar.
Artens utbredningsområde är El Salvador. Inga underarter finns listade i Catalogue of Life.